# Lawe Sagu Hulu
Lawe Sagu Hulu is een bestuurslaag in het regentschap Aceh Tenggara van de provincie Atjeh, Indonesië. Lawe Sagu Hulu telt 600 inwoners (volkstelling 2010).